# Den sanna berättelsen om kamrat Mayta
Den sanna berättelsen om kamrat Mayta (Historia de Mayta) är en roman av Mario Vargas Llosa publicerad första gången på spanska 1984. Svensk översättning 1987 av Jens Nordenhök.
Romanen är gjord i form av en undersökning som försöker rekonstruera Alejandro Maytas liv, den trotskistiske peruan som 1958 satte igång ett djärvt revolutionsförsök och som efter att ha fängslats flera gånger slutade sitt liv i glömska och anonymitet. Handlingen i romanen överensstämmer med uppgifter som Vargas Llosa har fått fram vid olika intervjuer med personer som hade att göra med huvudpersonen Mayta. Som vanligt är i Vargas Llosas romaner, syftar berättelsen förutom sökandet efter den verkliga identiteten hos Mayta, till att utreda våldet som en viktig del i Perus historia.
Handlingen i romanen består i beskrivningen av undersökningen i sig och de olika aspekter på romanens huvudgestalt som de skapar, element i berättelsen som under romanens gång smälter samman. Den fiktiva berättelsen återspeglar också
| ”                                                                                      | den politiska kampens dunkla mekanismer, den ideologiska frenesin hos en visionär som samtidigt är en produkt av sorgliga sociala och ekonomiska förhållanden, hans ohyggliga men samtidigt gripande personliga vedermödor – homosexuella pinsamheter – som förs in i en smärtsam och trasig historisk kontext. | „ |
| – Miguel García-Posada, ”El libro de la Semana: Mario Vargas Llosa, Historia de Mayta” | |   |